# Balmaseda
Balmaseda és un municipi de Biscaia, a la comarca d'Encartaciones. Limita al nord amb Sopuerta i Artzentales; al sud amb Valle de Mena (província de Burgos) i a l'est amb Zalla.